# 福井県道164号大畑松岡線
福井県道164号大畑松岡線（ふくいけんどう164ごう おばたけまつおかせん）は福井県福井市と同県吉田郡永平寺町を結ぶ一般県道である。

## 路線概要
嶺北東部を南北に縦断する路線である。終点は永平寺町だがほんの10m程北は坂井市との市境であり、一般県道としては長い部類に入る道路といえるだろう。起点、終点共に一般県道だが、国道8号の迂回路や裏道としての利用があり、さらに福井県立大学が沿線にあるため、これのアクセス路としての役割も担っている。結果的に部分的な利用の多い路線である。

### 路線データ
- 起点：福井県福井市大畑町
- 終点：福井県吉田郡永平寺町松岡兼定島

## 通過する自治体
- 福井県
  - 福井市
  - 吉田郡
    - 永平寺町

## 道路状況
国道416号と福井県道114号の中間の区間が非常に狭路であり、離合も困難な箇所がある。その他にも所々、狭溢区間があり、これが全線を通しての利用を阻害する大きな要因となっている。さらに山道で道路が狭窄するわけではなく、民家に挟まれての狭窄であるため、住民の利用があり交通量もそこそこ多い。結論としてこの区間は大変通行に注意が必要な区間といえるだろう。しかし起点、終点附近は片側1車線の確保された一般的な県道であるため、路線内での道の格差が大きく開いている道路といえるだろう。

## 接続路線
- 福井県道178号篠尾出作線（福井市大畑町、起点）
- 福井県道113号稲津松岡線（同上） - 西方向は福井県道178号篠尾出作線重複
- 福井県道114号吉野福井線（福井市寮町） - 西方向は愛称「さくら通り」。
- 福井県道165号京善原目線（福井市上中町）
- 国道416号（福井市上中町・東藤島交差点）
- 本路線支線（福井市泉田町）

ここから西方向へ、福井東部広域農道と接続する約450 m区間が、この交差点部の現道道路幅扱いとして県道指定されている。
- 福井県道111号舟橋松岡線（福井市北野上町・福松大橋南詰交差点）
- 福井県道112号栃神谷鳴鹿森田線（永平寺町松岡兼定島、終点）

## 沿線

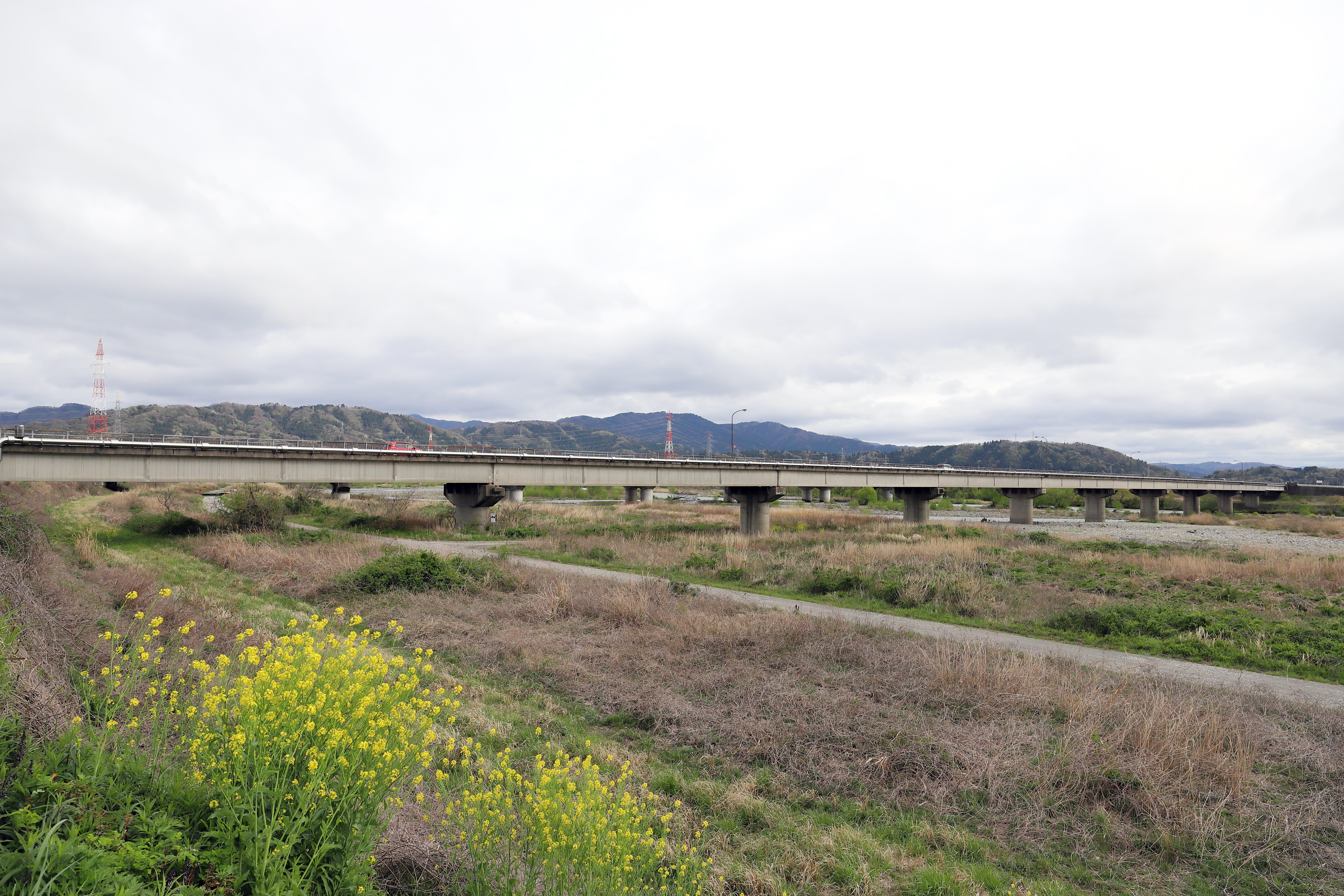
九頭竜川に架かる福松大橋

- 福井県立大学
- 福松大橋
- えちぜん鉄道勝山永平寺線 東藤島駅
- 福井市東藤島小学校
- 東山健康運動公園
- 福井市岡保小学校